# Biomimicry Institute
Le Biomimicry Institute (Institut de la biomimétique) est un institut américain privé ayant statut d'organisation à but non lucratif,  basée à Missoula, dans le Montana,aux États-Unis. Il est consacré au biomimétisme et au développement des méthodes visant à s'inspirer du vivant (bioinspiration)
Il a été fondé en 2006 par Bryony Schwan et Janine Benyus (biologiste, consultante en innovation, vulgarisatrice scientifique et auteur de six livres, dont  Biomimicry: Innovation inspired by Nature)

## Arrière-plan, contexte, objectifs
Le Biomimicry Institute a développé une série de programmes et d'activités visant à faire connaître et développer la notion de biomimétisme, soutenir l'avancement de la recherche et de l'éducation dans ce domaine, et à fournir des environnements propice au travail collaboratif sur le sujet.

## AskNature
L'Institut a également lancé "AskNature", une base de données dédiée aux solutions inspirées de la nature et biomimétiques.  "AskNature" est gratuitement accessible en ligne pour la communauté des chercheurs et développeurs ou toute personne s'intéressant au biomimétisme. L'idée sous-jacente à cette base est que la nature a déjà probablement produit de nombreuses solutions à des problèmes techniques, médicaux, sociaux, et que ces solutions doivent être non seulement étudiées, mais partagée et améliorées, pour rendre la vie de tous et chacun « naturellement meilleure ».
AskNature a été primé (gagnant) par The Earth Awards en  2010.